# Panopeus pacificus
Panopeus pacificus är en kräftdjursart som beskrevs av John R. Edmondson 1931. Panopeus pacificus ingår i släktet Panopeus och familjen Panopeidae. Inga underarter finns listade i Catalogue of Life.